# باري ويبستر
باري ويبستر (بالإنجليزية: Barry Webster)‏ هو لاعب كرة قدم بريطاني في مركز الهجوم، ولد في 3 مارس 1935 في شفيلد في المملكة المتحدة. لعب مع برادفورد سيتي ونادي روذرهام يونايتد.